# Dobre żony
Dobre żony (ang. Good Wives) – druga część powieści Małe kobietki Louisy May Alcott, wydana po raz pierwszy w 1869 r. W 1880 r. w USA po raz pierwszy obie części wydano pod jednym tytułem (Małe kobietki).
W Wielkiej Brytanii (bez porozumienia z autorką) utwór ten był publikowany pod kilkoma tytułami. Tytułu Good Wives po raz pierwszy użyło wydawnictwo Nisbet w 1895 r.

## Fabuła
Akcja Dobrych żon toczy się trzy lata po zakończeniu wydarzeń opisanych w pierwszej części i opisuje losy zarówno rodziny Marchów, jak i osób im bliskich.